# Cudalbi
Cudalbi est une commune roumaine située dans le județ de Galați.